# Bosoorworm
De bosoorworm (Chelidurella acanthopygia) is een insect dat behoort tot de orde oorwormen (Dermaptera).
De soort bereikt een lengte van 6 tot 15 millimeter en heeft een roodbruine kleur. De achterlijfsaanhangsels of cerci van de vrouwtjes zijn kort, die van de mannetjes zijn zeer lang in vergelijking met andere oorwormen. De cerci hebben geen stekeltjes aan de binnenzijde van de cerci. De bosoorworm heeft geen voorvleugels en sterk gereduceerde achtervleugels en kan daarom niet vliegen.
De bosoorworm leeft in de strooisellaag van bossen, zowel in loofbossen als gemengde bossen kan de soort worden aangetroffen. In Nederland is de soort algemeen.